# Стефан Бохонюк
Народився Бохонюк Степан Якович (літературний псевдонім Стефан Бохонюк) в 1873 році в селі Богушівка нині Луцького району Волинської області.
Початкову освіту здобув у Заборольському малому народному училищі, по закінченні якого отримав у подарунок Євангеліє
19 лютого 1914 року Луцьким окружним судом  був засуджений на довічне заслання у віддалені краї Сибіру з позбавленням усіх прав за   викриття неправди цього світу . Покарання відбував в селищі (нині місто) Тулун Іркутської області     10 травня 1915 року направив лист царю Миколі другому із застереженнями про його погибель, якщо не перестане спотворювати Волю Божу  
Після звільнення в 1917 році, активно проповідував Слово Євангельської Правди на Волині.Видавав євангельські альманахи «Бесіда друга» (1924—1925 рр.), «Нова правдива дорога до життя» (1926—1934 рр.)та «Нова правдива дорога життя» (1935—1939 рр.), які з середини 20-х років надсилались в університецькі бібліотеки Варшави та Львова. Бохонюк С. Я. мав тісні зв'язки із журналом "Вільна думка релігійна", який видавався колишнім капеланом  
Карлом Гричом-Сміловскім в Кракові.
31 серпня 1929 року, рішенням Волинського Воєводи за № 4389/2/Адм, була зареєстрована Богушівсько-Вічинська община євангельських християн, у якій він служив пастиром.  Діяльність общини, згідно вимог тодішньої влади, мала вестись в рамках Статуту спілки слов"янських громад євангельських християн і баптистів у Польщі ,затвердженого 21 лютого 1927 року.
Молитовні зібрання проходили по суботах та неділях в селах: Богушівка — в помешканні С.Бохонюка,Великі Березолуки — в помешканні Никифора Андрійовича Хоміка,1880 року народження, чеській колонії Чехівщина в помешканні Михайла Івановича Денисюка,1881 року народження та в селі Вічині в помешканні Василя Гавриловича Кучинського,1877 року народження,Береськ в помешканні Євсея Андрійовича Рублюка.
В 1944 році на території Радянського Союзу відбулось об"єднання общин євангельських християн і общин баптистів в Церкву євангельських християн-баптистів.
Загинув у 1943 році під час Волинської трагедії. Похований на кладовищі села Богушівка.
Духовно-символічне розуміння Біблії, яке практикував Стефан Бохонюк, було сприйнято і збережено родинами Хоміків та Васюків, які в 2020 році  передали  оригінали його брошур  в Державний архів Волинської області.  В 2020 році видано книгу Стефана Бохонюка   "Євангельські альманахи". В 2022 році видано  друге, виправлене та доповнене видання книги Стефана Бохонюка "Євангельські Альманахи".
За допомогою сайту Церкви "Євангельська дорога" в 2024 році відновлено спілкування християн, які практикують духовно-символічне розуміння Біблії.

##### Аудіокниги Євангельських альманахів Стефана Бохонюка
- 1924 рік №1 №2 №3 №4
- 1926 рік №1 №2 №3 №4 №5 №6 №7 №8
- 1927 рік №9 №10 №11 №12 №13 №14 №15 №16 №17 №18
- 1928 рік №1 №2 №3 №4 №5 №6-7 №8-9 №10-11 №12
- 1929 рік №1 №2 №3 №4 №5 №6 №7 №8 №9-10 №11 №12
- 1930 рік №1 №2 №3-4 №7-8 №9-10
- 1931 рік №1-2 №3 №4-5 №6 №7-8 №9-10
- 1932 рік №1 №2-3 №4-5 №6-7 №8 №9-10
- 1933 рік №1 №2-3 №4-5 №6-7 №8-9 №10-11
- 1934 рік №1 №4-5 №6-7 8-9 10-11 12
- 1935 рік 1-2 3-4 5-6 7-8 9-10 11-12
- 1936 рік 1-2 3-4 5-6 7-8 9-10 11-12
- 1937 рік 1-2 3-4 7-8 9-10 11-12
- 1938 рік  1-2 3-4 5-6 7-8 9-10 11-12
- 1939 рік  1-2 3-4 5-6 7-8

##### Євангельські альманахи Стефана Бохонюка перекладені й адаптовані сучасною украінською мовою
- 1924 рік № 1№ 2№ 3№ 4

- 1926 рік № 1№ 2№ 3№ 4№ 5№ 6№ 7№ 8

- 1927 рік № 9 № 10№ 11 № 12 № 13 № 14 № 15№ 16№ 17 № 18

- 1928 рік № 1№ 2 № 3№ 4 № 5№ 6-7 № 8-9№ 10-11 № 12

- 1929 рік № 1№ 2 № 3№ 4 № 5№ 6-7 № 8№ 9-10 № 11№ 12

- 1930 рік № 1 № 2 № 3-4№ 5-6 № 7-8№ 9-10

- 1931 рік № 1-2 № 3 № 4-5 № 6№ 7-8 № 9-10

- 1932 рік № 1№ 2-3 № 4-5№ 6-7№ 8№ 9-10

- 1933 рік № 1№ 2-3№ 4-5 № 6-7 № 8-9№ 10-11

- 1934 рік № 1№ 2-3№ 4-5 № 6-7 № 8-9№ 10-11№ 12

- 1935 рік № 1-2№ 3-4№ 5-6№ 7-8№ 9-10№ 11-12

- 1936 рік № 1-2№ 3-4№ 5-6№ 7-8№ 9-10№ 11-12

- 1937 рік № 1-2№ 3-4№ 5-6№ 7-8№ 9-10№ 11-12

- 1938 рік № 1-2 № 3-4 № 5-6 № 7-8 № 9-10 № 11-12

- 1939 рік № 1-2№ 3-4№ 5-6№ 7-8
- Всі євангельські альманахи одним файлом, перекладені й адаптовані сучасною українською мовою

###### Євангельські альманахи «Беседа друга» (сканкопії)
- 1924 рік № 1№ 2 № 3 № 4

###### Євангельські альманахи «Новый верный путь к жизни» (сканкопії)
- 1926 рік № 1№ 2№ 3№ 4№ 5№ 6№ 7№ 8
- 1927 рік № 9№ 10№ 11№ 12№ 13№ 14№ 15№ 16№ 17№ 18
- 1928 рік № 1 № 2-3№ 4 № 5№ 6-7№ 8-9№ 10-11№ 12
- 1929 рік № 1 № 2 № 3 № 4 № 5 № 6-7 № 8 № 9-10 № 11№ 12
- 1930 рік № 1 № 2 № 3-4 № 7-8№ 9-10
- 1931 рік № 1-2 № 3 № 4-5 № 6 № 7-8№ 9-10
- 1932 рік № 1№ 2-3 № 4-5№ 6-7№ 8№ 9-10
- 1933 рік № 1  № 2-3№ 4-5№ 6-7№ 8-9№ 10-11
- 1934 № 1№ 2-3№ 4-5№ 6-7№ 8-9№ 10-11№ 12

##### Євангельські альманахи «Нова правдива дорога життя» (сканкопії)
- 1935 рік № 1-2 № 3-4№ 5-6 № 7-8№ 9-10№ 11-12
- 1936 рік № 1-2№ 3-4№ 5-6№ 7-8№ 9-10№ 11-12
- 1937 рік № 1-2№ 3-4№ 5-6№ 7-8№ 9-10№ 11-12
- 1938 рік № 1-2№ 3-4 № 5-6 № 7-8 № 9-10 № 11-12
- 1939 рік № 1-2 № 3-4№ 5-6 № 7-8

- - всі Євангельські альманахи Стефана Бохонюка, наново набрані з ксерокопій, одним файлом  (1924-1939 роки)

##### Пісноспіви Богушівсько-Вічинської общини євангельських християн
- Пісноспів на тему 22 Псалма
- Пісноспів на тему 39 Псалма
- Пісноспів на тему 66 Псалма
- Пісноспів під назвою "Вогник"
- Пісноспів під назвою "Блажен"
- Пісноспів під назвою "Бийте тривогу"

##### Тематичний екскурс альманахами Стефана Бохонюка
- Автобіографія На шляху до БогаДуховна сутність слова
- Словник духовно-образного значення слів та висловів Біблії
- Антологія духовно-образного значення слів та висловів Біблії
- Образно-духовне тлумачення Біблії Біблійний словник